# Entwistle
Entwistle är en by i civil parish North Turton, i distriktet Blackburn with Darwen, i grevskapet Lancashire, i England. Byn är belägen 12 km från Blackburn. Entwistle var en civil parish från 1866 till 1898 då den blev en del av Edgeworth. Civil parish hade 287 invånare år 1891.